# Cartel de Santa (album)
Cartel de Santa è il primo album in studio del gruppo musicale messicano omonimo.

## Tracce
1. Intro - 0:29
2. Todas Mueren Por Mi (Babo) - 3:44
3. Asesinos de Asesinos (Babo) - 3:42
4. Cannabis (Babo) - 3:19
5. Jake Mate (Babo/Sick Jacken) - 2:25
6. Rima 1 (Babo) - 0:41
7. Burreros (Babo) - 3:05
8. Perros (Babo) - 3:38
9. Quinto Elemento (Babo) - 3:22
10. Rima 2 (Babo) - 0:40
11. NTN (Babo) - 4:04
12. La Pelotona (Babo) - 3:42
13. Rima 3 (Babo) - 0:47
14. Super MC's (Babo/Dharius/Maigaz/Erick Santos/Piochaz/Javu) - 4:02
15. En Mi Ciudad (Babo) - 3:29
16. Para Aqui O Para Llevar (Babo) - 3:19
17. Chinga Los Racistas (Babo) - 3:19
18. Rima 4 (Babo) - 1:01
19. Factor Miedo (Babo/Dharius) - 3:25
20. Intenta Rimar (instrumental) - 4:35

## Formazione
- MC Babo - voce
- Dharius - voce
- Jason Roberts - ingegnere del suono
- Mauricio Garza - ingegnere del suono